# Macella megalosara
Macella megalosara là một loài bướm đêm trong họ Noctuidae.